# 阿克斯 (喬治亞州)
阿克斯（英語：Akes）是位於美國喬治亞州波爾克縣的一個非建制地區。該地的面積和人口皆未知。

## 地理
阿克斯的座標為33°58′02″N 85°19′25″W / 33.96722°N 85.32361°W，而該地的平均海拔高度為253米（即830英尺）。